# Ревдинский переулок
Ревди́нский переу́лок (прежние названия: Столо́вый зава́л, Столо́вая улица) — исчезнувший переулок бывшей Ссыльной слободы Екатеринбурга. Трассировка улицы проходила с юго-востока на северо-запад параллельно улице Бориса Ельцина на протяжении 490 м, начинаясь от улицы Боевых Дружин и заканчиваясь примыканием к улице Челюскинцев (жилой район «Центральный» Верх-Исетского административного района). Столовая улица была одной из старейших улиц города.

## Происхождение и история названий
Вплоть до 1808 года улица имела название Столовый завал, на планах 1810 и 1856 годов и более поздних носила название — Столовой улицы. Происхождение обоих названий неизвестно. В промежутке между 1929 и 1939 годами улица была переведена в разряд переулков и стала именоваться переулком Ревдинским, по названию города Ревда.

## История
Столовая улица стала формироваться в XVIII веке как одна из улиц слободы, возникшей за Зелейными воротами Екатеринбургской крепости и носившей название Верхней Ссыльной. Формирование улицы было вынужденным градостроительным решением, так как по мере застраивания Тимофеевской набережной (современная набережная Рабочей Молодёжи) и Фетисовской улицы (сейчас улица Бориса Ельцина) по направлению к улице Северной (сейчас улица Челюскинцев) расстояние между ними увеличивалось, что приводило к формированию новых кварталов в виде клина и препятствовало планировке новых усадебных участков. Потребовалась прокладка новой улицы в широкой части территории между набережной Городского пруда и Фетисовской улицей. Застройка новой улицы была осуществлена к концу XVIII века.
Согласно результатам городской переписи, в 1887 году на Столовой улице имелось 26 усадеб. Единственный полукаменный дом принадлежал наследникам купца К. С. Малых. В других домах — одноэтажных деревянных, жили преимущественно мещане, отставные унтер-офицеры, солдатки, мастеровые. На улице жила вдова мастерового Л. А. Свечникова, имевшая магазин каменных вещей на Главном проспекте (улица Ленина), где она продавала изделия своих соседей — камнерезных дел мастеров Ф. М. Слободчикова, В. Н. Шахмина, В. П. Трошина, Д. И. Шахмина и других.
На улице стоял один из домов резчика печатей Ф. М. Ялухина (сам он жил на Тимофеевской набережной). В числе иных домовладельцев были: резчик по дереву А. И. Кириллов, переплётчик А. С. Кругляшёв, столяры В. К. и А. К. Катарины, плотник Г. В. Комаров, дамская мастерица Е. А. Попова, «калашницы» О. С. Сапожникова и В. Е. Кесарева, сапожник Г. О. Степанов, каменщик Е. О. Степанов, ломовой извозчик из отставных унтер-офицеров С. В. Щербинин, приказчица в трактире Прасковья Петрова, помощник секретаря конторы Государственного банка А. А. Рычков, канцелярский служащий А. И. Бухаров.
В конце XIX века улицу было решено ликвидировать, однако это решение так и не было исполнено. К 1913 году в списках собственников домов на улице насчитывалось 23 человека, половина из фамилий сохранилась с 1887 года.
Столовая улица продолжала существовать и в советское время. В конце 1970-х годов вся территория бывшей Ссыльной слободы подверглась реконструкции, сопровождаемой почти повсеместным сносом старой застройки и утратой улиц. От усадеб и домов Ревдинского переулка остались пустыри и развалы фундаментов, но и они в настоящее время не сохранились. В 2006—2016 годах на месте  застройки переулка были возведены 33-этажный бизнес-центр с конгресс-холлом «Демидов-Плаза» и 20-этажный бизнес-центр «Президент».